# Sámbir
Sámbir (ucraniano: Са́мбір; polaco: Sambor; yidis: סאמבאָר Sambor) es una ciudad de Ucrania, capital del raión homónimo en la óblast de Leópolis.
En 2019, la ciudad tenía una población de 34 823 habitantes. Es sede de un municipio que incluye como pedanías cuatro pueblos que suman otros dos mil habitantes: Biloky, Vanióvychi, Dubrivka y Strílkovychi.
Se ubica a orillas del río Dniéster, unos 60 km al suroeste de la capital regional Leópolis sobre la carretera H13.

## Historia
Tiene su origen en la vecina ciudad de Starí Sámbir ("Antigua Sámbir"), que en el siglo XII era una de las principales ciudades de Galitzia. En 1241, Starí Sámbir fue quemada durante la invasión mongola de la Rus de Kiev, por lo que parte de sus habitantes se movieron a una aldea llamada "Pohonich", a la que sus habitantes comenzaron a referirse como "la Nueva Sámbir", en el lugar donde se ubica la actual ciudad de Sámbir. En 1340 pasó a formar parte del reino de Polonia. Las tierras del pueblo fueron entregadas en las décadas posteriores a  Spytek Melsztyński, uno de los principales nobles del país; en 1390, Melsztyński vendió la zona al señor de Łańcut, y Vladislao II de Polonia otorgó al pueblo el Derecho de Magdeburgo y la denominación oficial de "Novi Sambor", que con el tiempo se acortó a "Sambor". El asentamiento medieval fue completamente destruido por los tártaros en 1498 y 1515, por lo que en el siglo XVI se reconstruyó como una ciudad fortificada. Debido a las limitaciones de espacio provocadas por la muralla, entre 1542 y 1732 se prohibió a los judíos asentarse en la localidad.
En la partición de 1772 pasó a formar parte del Imperio Habsburgo, que en 1773 estableció aquí una de las capitales distritales del reino de Galicia y Lodomeria y en 1784 destruyó la muralla. Se conectó a la red de ferrocarriles en 1872, cuando se abrió una estación en la línea de Stryi a Przemyśl, partiendo de la estación de Sámbir un ramal a Boryslav. En 1918 se integró en la Segunda República Polaca y en 1939 en la RSS de Ucrania. Desde el siglo XIX fue un destacado shtetl en el cual la tercera parte de los habitantes eran judíos, sumando unos ocho mil en 1939; cuando la ciudad fue ocupada por los invasores alemanes entre 1941 y 1944, se creó un gueto en la ciudad, desde el cual enviaron a unos cinco mil judíos al campo de exterminio de Bełżec y otros dos mil a ser directamente asesinados en los alrededores de Sámbir. Entre 1962 y 2020 tuvo el estatus de ciudad de importancia regional.